# Dolní Bousov
Dolní Bousov – miasto w Czechach, w kraju środkowoczeskim. Według danych z 31 grudnia 2003 powierzchnia miasta wynosiła 2430 ha, a liczba jego mieszkańców 2 275 osób.

## Demografia
| Rok             | 1970  | 1980  | 1991  | 2001  | 2003  |
| --------------- | ----- | ----- | ----- | ----- | ----- |
| Liczba ludności | 2 526 | 2 368 | 2 207 | 2 291 | 2 275 |

Źródło: Czeski Urząd Statystyczny